# Liste rumänischer Exonyme für deutsche Toponyme
In dieser Liste werden Orten im deutschen Sprachraum (Städte, Flüsse, Inseln etc.) die Bezeichnungen gegenübergestellt, die im Rumänischen üblich sind. Gemeint sind hierbei Orte, die aktuell oder historisch in Deutschland, Österreich oder der Schweiz liegen.

## A
- Alpi: Alpen
- Alpii Calcaroși: Kalkalpen
- Al Treilea Reich: Drittes Reich
- Alsacia: Elsass
- Alsacia-Lorena: Elsaß-Lothringen
- Appenzell Extern: Appenzell Ausserrhoden
- Appenzell Intern: Appenzell Innerrhoden
- Argovia: Aargau
- Austria: Österreich
- Austria Inferioară: Niederösterreich
- Austria Superioară: Oberösterreich
- Austro-Ungaria: Österreich-Ungarn

## B
- Badenia: Baden
- Badenia-Württemberg: Baden-Württemberg
- Bavaria: Bayern
- Bavaria Inferioară: Niederbayern
- Bavaria Superioară: Oberbayern
- Basel-Provincie: Basel-Land
- Berna: Bern
- Brema: Bremen

## C
- Câmpia Germano-Poloneză: Norddeutsches Tiefland
- Câmpia Panonică: Pannonische Tiefebene
- Carintia: Kärnten
- Colonia: Köln
- Confederația Elvețiană: Schweizerische Eidgenossenschaft
- Confederația Germană: Deutscher Bund
- Confederația Germană de Nord: Norddeutscher Bund
- Confederația Rinului: Rheinbund

## D
- Dresda: Dresden
- Dunărea: Donau

## E
- Elba: Elbe
- Elveția: Schweiz

## F
- Franconia: Franken
- Franconia Inferioară: Unterfranken
- Franconia de Mijloc: Mittelfranken
- Franconia Superioară: Oberfranken
- Frislanda de Est: Ostfriesland

## G
- Geldern Austriac: Österreichisch Geldern
- Geldern Prusac: Preußisch Geldern
- Germania: Deutschland

## H
- Hanovra: Hannover
- Hessa: Hessen

## I
- Imperiul German: Deutsches Reich

## J
- Jura Franconiană: Fränkische Alb
- Jura Suabă: Schwäbische Alb

## L
- Lacul Constanța: Bodensee
- Lacul Geneva: Genfersee
- Lacul Neusiedler: Neusiedler See
- Lacul Zürich: Zürichsee
- Liga Hanseatică: Hanse
- Lorena: Lothringen
- Lucerna: Luzern

## M
- Marea Baltică: Ostsee
- Marea Nordului: Nordsee
- Margraviatul Brandenburg: Markgrafschaft Brandenburg
- Mecklenburg-Pomerania Inferioară: Mecklenburg-Vorpommern
- Munții Elbei: Elbsandsteingebirge
- Munții Jura: Jura
- Munții Metaliferi (auch Munții Erzgebirge): Erzgebirge
- Munții Pădurea Boemiei: Böhmerwald
- Munții Pădurea Turingiei: Thüringer Wald
- Munții Palatini de Nord: Nordpfälzer Bergland
- Munții Sudeți: Sudeten

## O
- Orașul Liber și Hanseatic Brema: Freie Hansestadt Bremen
- Orașul Liber și Hanseatic Hamburg: Freie und Hansestadt Hamburg

## P
- Pădurea Bavariei: Bayerischer Wald
- Pădurea Neagră: Schwarzwald
- Palatinatul Superior: Oberpfalz
- Pomerania: Pommern
- Pomerania Posterioară: Hinterpommern
- Prusia: Preußen
- Prusia Răsăriteană: Ostpreußen

## R
- Regiunea Ruhr: Ruhrgebiet
- Renania-Palatinat: Rheinland-Pfalz
- Renania de Nord-Westfalia: Nordrhein-Westfalen
- Republica Federală Germania (RFG): Bundesrepublik Deutschland (BRD)
- Republica Democrată Germană (RDG): Deutsche Demokratische Republik (DDR)
- Rin: Rhein

## S
- Saxonia: Sachsen
- Saxonia-Anhalt: Sachsen-Anhalt
- Saxonia Inferioară: Niedersachsen
- Sfântul Imperiu Roman de Națiune Germană: Heiliges Römisches Reich Deutscher Nation
- Silezia: Schlesien
- Stiria: Steiermark
- Suebia: Schwaben

## T
- Tirolul de Est: Osttirol
- Tirolul de Sud: Südtirol
- Turgovia: Thurgau
- Turingia: Thüringen

## V
- Viena: Wien

## W
- Westfalia: Westfalen